# Алиев, Василий Ахмед оглы
Васи́лий Ахме́д оглы́ Али́ев (азерб. Vasili Əhməd oğlu Əliyev; 1959—1992) — азербайджанский офицер полиции. Национальный Герой Азербайджана (1993, посмертно).

## Биография
Родился 15 января 1959 года в городе Кубатлы в семье сотрудника милиции. С 1966 по 1976 год учился в школе. В 1977 году призван на военную службу во Внутренние войска МВД СССР, после её окончания служил в правоохранительных органах Азербайджана.

### Первая карабахская война
В 1989 году участвовал в обороне сёл Сейтас, Новлу и Юхары-Джибикли, вблизи села Новрузлар Кафанского района Армянской ССР. 19 октября 1992 года вместе с армейскими подразделениями отряды полиции сражались на возвышенности Гарагая.
20 октября, перейдя в наступление с целью овладения возвышенностью Топагадж, отряд Алиева попал в окружение. В этом бою он погиб.
Был женат, осталось двое детей.

## Память
Указом президента Азербайджанской Республики № 599 от 11 мая 1993 года Василию Ахмед оглы Алиеву было присвоено звание Национального Героя Азербайджана (посмертно).
Похоронен в родном Губадлы. «Дом культуры» и сельская школа в Кубатлинском районе носят имя Алиева.